# 曼菲蘿 (羅茲)
51°46′44″N 19°26′59″E / 51.77889°N 19.44972°E
曼菲蘿（Manufaktura）是位於波蘭羅茲市中心的複合式商業設施，由19世紀興建的紡織廠整修而成，其名稱Manufaktura即為工坊、工廠之意。占地27公頃的腹地內有購物中心、飯店、電影院、博物館和美術館等設施。商区的中心是罗兹最大的公共广场，经常举办各种有文化和娱乐活动，同時广场上擁有欧洲最长的喷泉。

## 建築
建築原為波蘭猶太企業家伊拉耶爾·波茲南斯基於1872年建立的紡織廠，全盛时拥有工人7000多人，占地近30公顷。富有的波兹南斯基家族还紧邻厂区建造了以色列波茲南斯基宮。二战后，工厂被国有化並更名Poltex，該工廠持續為羅茲提供了眾多的就業機會，但在1990年以后，随着经济大环境的巨大改变，失去了华约国家市场的工厂濒临倒闭，并在1996年正式关闭。
曼菲蘿的發起者是居住在瑞士的羅茲商人塞浦立安·科辛斯基。經過5年的規劃和隨後的4年建設，曼菲蘿於2006年5月17日開業。在对老红砖建筑更新的过程中，尽最大可能将建筑物的外观修整成原状，同时在内部植入了全新的功能，甚至重建。这也是当时波兰规模最大的工业遗址振兴项目，這項計畫不仅在波兰，甚至在全欧洲都是著名的工业遗址改造案例。

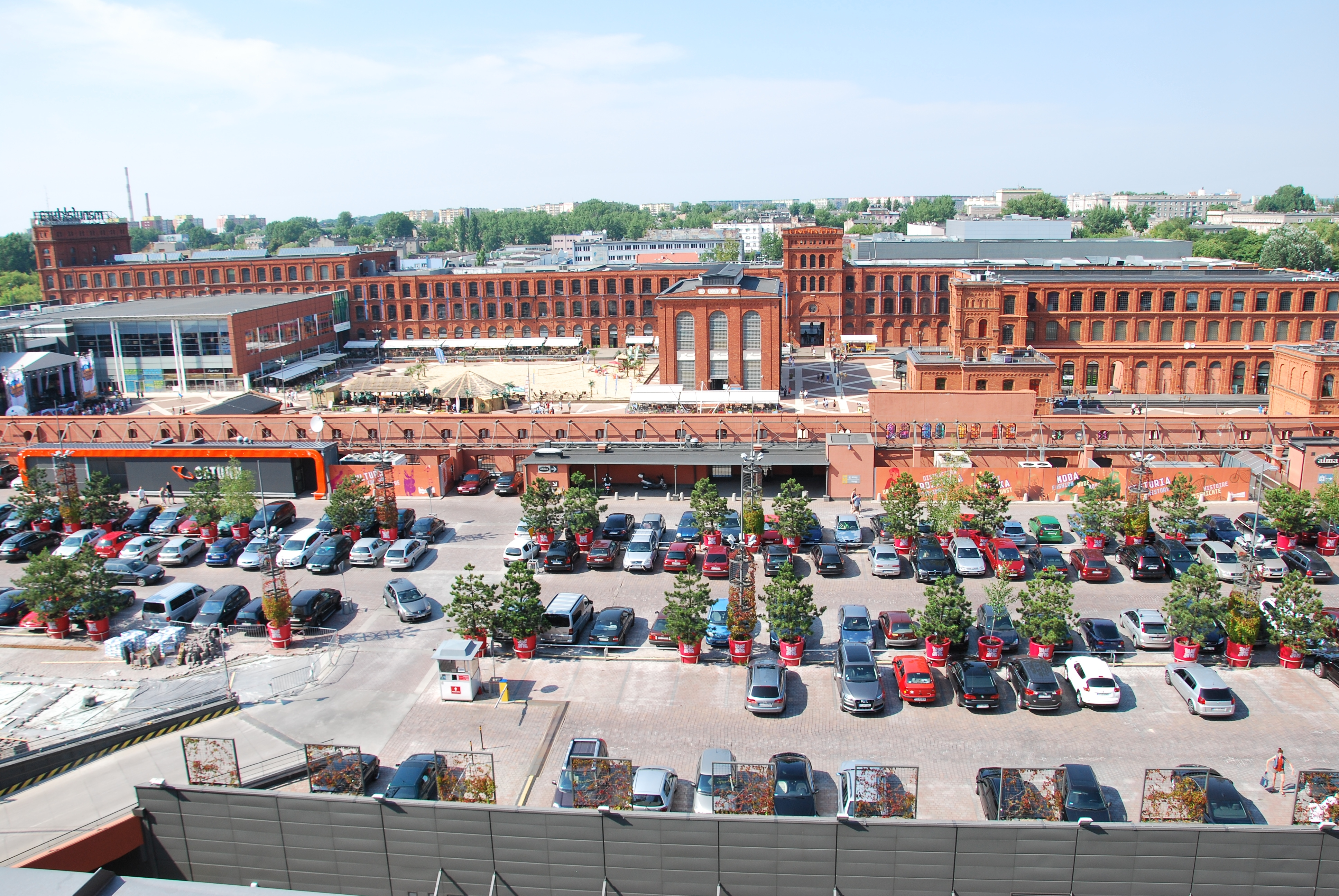
建築全景
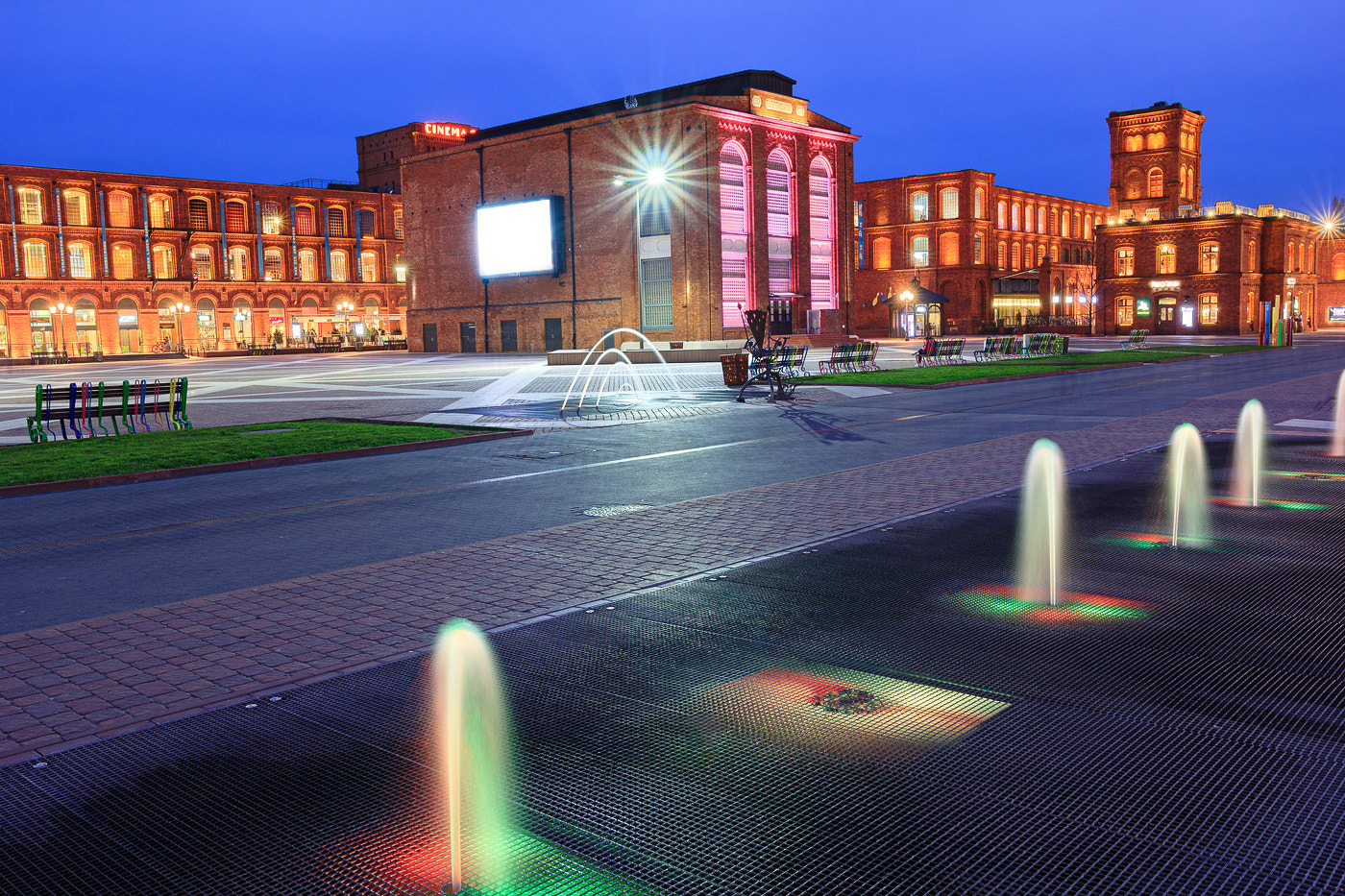
夜景
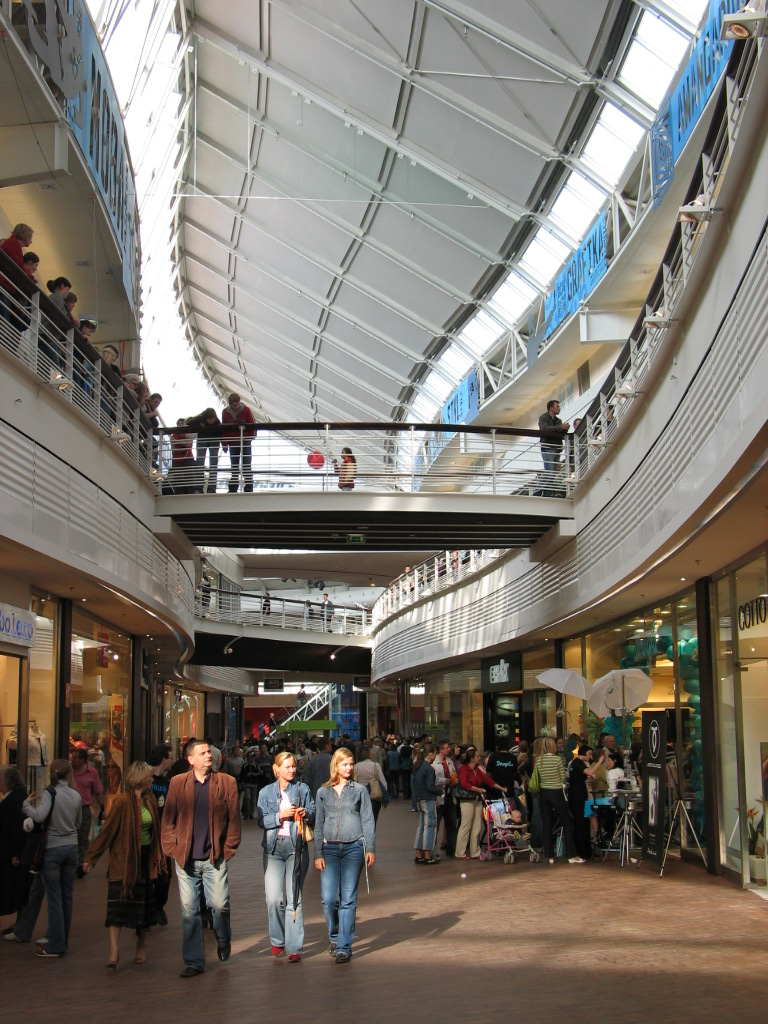
商場內部
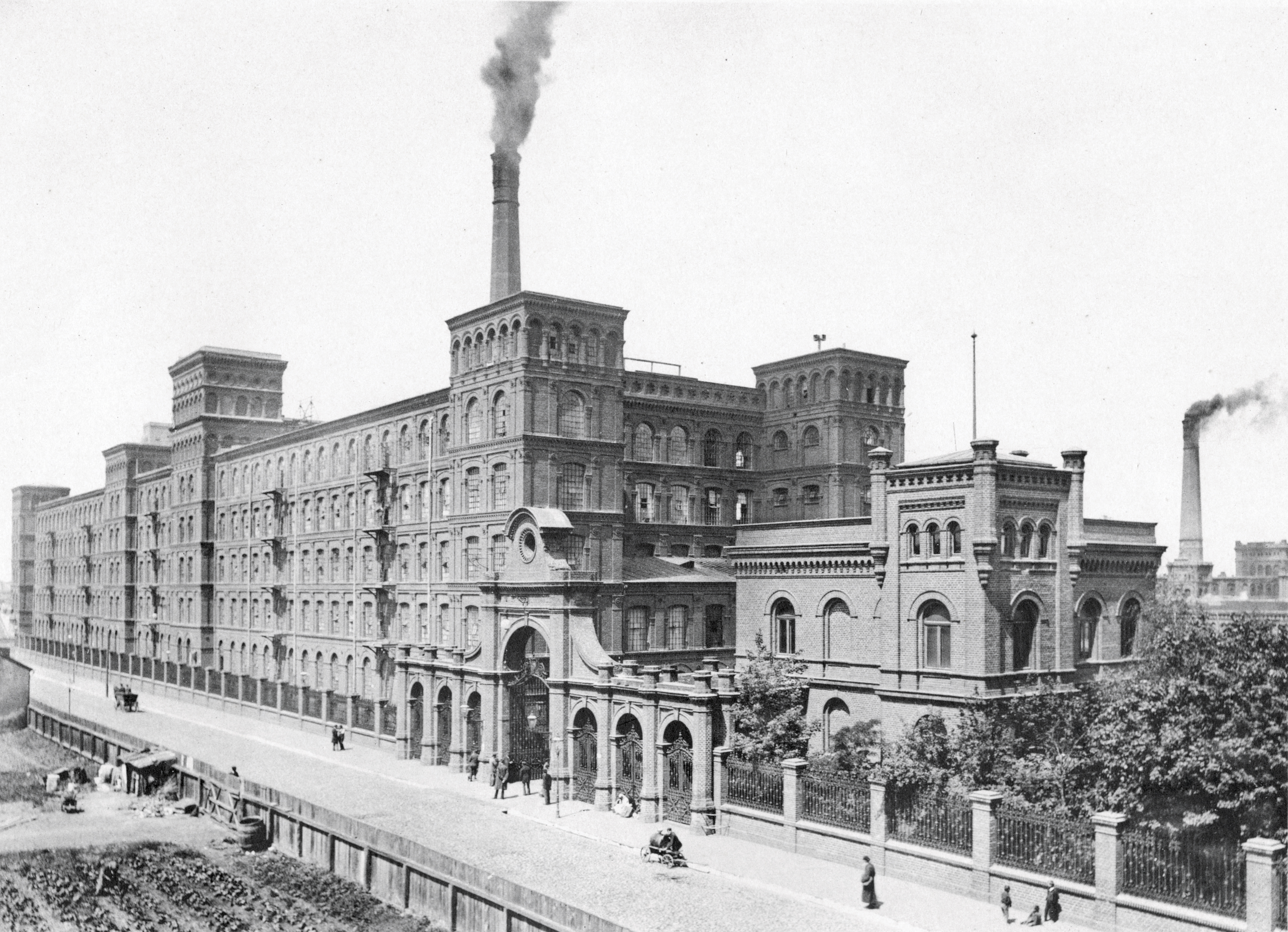
1896年，仍為紡織廠的建築

## 外部連結
- 官方網站 （页面存档备份，存于） （波兰語）（英文）（德文）
- 罗兹的Manufaktura - 波兰旅游局
- 波兰 罗兹Manufaktura——纺织厂变身城市活力中心 （页面存档备份，存于）